# Насір Алі (хокеїст на траві)
Насір Алі (1959) — пакистанський хокеїст на траві.
Олімпійський чемпіон 1984 року.
Переможець Азійських ігор 1982 року, срібний призер 1986 року.
Чемпіон світу 1982 року.
Срібний призер Трофею чемпіонів 1983, 1984 років, бронзовий призер 1986 року.
Чемпіон Азії 1982, 1985 років.